# 刘志勇 (回族政治人物)
刘志勇（1955年10月—），男，回族，新疆焉耆人，中华人民共和国政治人物，曾任中共昌吉回族自治州党委副书记、州长，新疆维吾尔自治区政协副主席。